# Rebra (Romania)
Rebra è un comune della Romania di 3067 abitanti, ubicato nel distretto di Bistrița-Năsăud, nella regione storica della Transilvania.
Il monumento più importante del comune è il Monastero dei SS. Apostoli Pietro e Paolo (Mănăstirea Sfinții Apostoli Petru și Pavel), situato al confine tra i comuni di Rebra e Parva.